# Museo Histórico Dillman S. Bullock
El Museo Histórico Dillman S. Bullock es un museo de historia privado chileno ubicado en el sector El Vergel de la comuna de Angol, Región de La Araucanía. Destaca por sus piezas de tipo etnográficas y arqueológicas del Chile precolombino, en especial de la cultura arqueológica del Complejo El Vergel, que incluye elementos de la cultura mapuche y premapuche que habitaba en la región, además de especies embalsamadas de la fauna endémica de Chile.

## Historia
El museo fue fundado el 18 de marzo de 1961 por su benefactor, el ingeniero agrónomo y doctor en ciencias de origen estadounidense, Dillman S. Bullock, el cual fue rebautizado con su nombre en homenaje a sus aportes a la cultura de la comuna de Angol y de la provincia de Malleco. A su vez, se encuentra emplazado dentro del Fundo El Vergel, donde para fines académicos, también opera una escuela agrícola de orientación religiosa metodista.
En agosto de 2020, tanto el museo como la escuela agrícola sufrieron el robo de objetos de alto valor económico y patrimonial, entre los que se cuenta la sustracción de joyas mapuches y piedras preciosas, monedas y billetes históricos de la colección de numismática del museo, presuntamente para fines de expoliación.

## Colecciones
El museo se encuentra dividido en tres salones con diferentes temáticas cada uno. Dentro de sus colecciones destacadas, destacan la de textilería, de instrumentos musicales y platería mapuche; una colección de figuras de cerámica de diferentes periodos históricos (pre y posthispánio), resaltando las piezas funerarias de pueblos indígenas locales; así como también una colección de objetos, documentos y numismática del periodo del Chile colonial. En la colección de historia natural, se encuentra una serie de objetos petrificados, especies embalsamadas, como aves y sus respectivos huevos, además de humanos momificados, como también una serie de minerales y piedras preciosas, principalmente ágatas.<ref>Registro de Museos del Servicio Nacional del Patrimonio Cultural. «Museo Dillman S. Bullock». Registromuseoschile.cl. Consultado el 9 de febrero de 2021.</ref